# Paratrechina

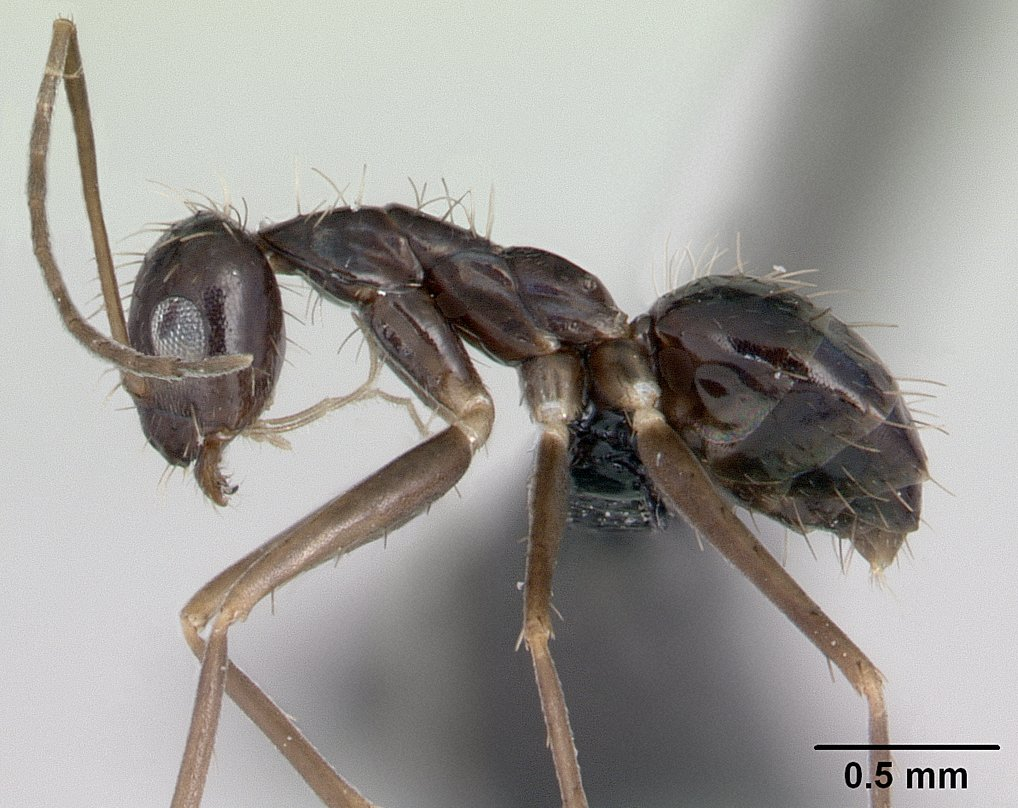
Муравей Paratrechina longicornis

Paratrechina (лат.) — род мелких муравьёв подсемейства Формицины. Ранее в него включали более 100 видов. В 2010 году почти все они были выделены в другие роды (например, Nylanderia и Paraparatrechina), и род остался с единственным космополитным инвазивным видом Paratrechina longicornis. Только одному ему посвящено более 270 публикаций в научной периодике.

## Распространение
Повсеместно. Неотропика, Неарктика, юг Палеарктики, Афротропика, Мадагаскар, Ориентальная область, Австралия.

## Описание
Мелкие мономорфные муравьи (рабочие около 2 мм, самки вдвое крупнее) с 12-члениковыми усиками, которые прикрепляются у заднего края клипеуса. Пронотум уплощённый. На петиоле маленькая чешуйка, наклонённая вперёд. Тело покрыто длинными отстоящими волосками. Муравейники в почве, под камнями, в гнилой древесине; некоторые виды проникают в теплицы и дома, вредят.

## Систематика
Род был описан в 1863 году русским энтомологом Виктором Ивановичем Мочульским. Ранее, род Paratrechina чаще относили к трибе Lasiini (Длусский, Федосеева, 1988 и другие авторы), а также его включали в Plagiolepidini (Bolton, 2003). Для СССР указывалось 3 вида. Ранее в состав рода включали более 100 видов. В 2010 году многие его виды выделили в другие роды (например, Nylanderia и Paraparatrechina).
В 2022 году вид Paratrechina kohli перенесён в состав рода Anoplolepis (под новым именем A. kohli).

### Классификация (на 2024 год)
Состав на 2024 год:
- Paratrechina ankarana LaPolla & Fisher, 2014[15]
- Paratrechina antsingy LaPolla & Fisher, 2014
- Paratrechina longicornis (Latreille, 1802)
- Paratrechina umbra (Zhou & Zheng, 1998)[16][17]
- Paratrechina zanjensis LaPolla, Hawkes & Fisher, 2013[18]

### Классификация (до 2010 года)
Ниже приведён состав рода в старом широком таксономическом объёме (до 2010 года).
- Paratrechina albipes (Emery, 1899)
- Paratrechina amblyops (Forel, 1892)
- Paratrechina anthracina (Roger, 1863)
- Paratrechina arenivaga (Wheeler, 1905)
- Paratrechina arlesi Bernard, 1953
- Paratrechina aseta (Forel, 1902)
- Paratrechina assimilis (Jerdon, 1851)
- Paratrechina austroccidua Trager, 1984
- Paratrechina birmana (Forel, 1902)
- Paratrechina bourbonica (Forel, 1886)
- Paratrechina brasiliensis (Mayr, 1862)
- Paratrechina braueri (Mayr, 1868)
- Paratrechina bruesii (Wheeler, 1903)
- Paratrechina burgesi Trager, 1984
- Paratrechina butteli (Forel, 1913)
- Paratrechina caeciliae (Forel, 1899)
- Paratrechina caledonica (Forel, 1902)
- Paratrechina cisipa Smith & Lavigne, 1973
- Paratrechina clandestina (Mayr, 1870)
- Paratrechina colchica Pisarski, 1960
- Paratrechina comorensis (Forel, 1907)
- Paratrechina concinna Trager, 1984
- Paratrechina consuta (Wheeler, 1935)
- Paratrechina darlingtoni (Wheeler, 1936)
- Paratrechina dichroa Karavaiev, 1933
- Paratrechina dispar (Forel, 1909)
- Paratrechina dugasi (Forel, 1911)
- Paratrechina emarginata (Forel, 1913)
- Paratrechina faisonensis (Forel, 1922)
- Paratrechina flavipes (Smith, 1874)
- Paratrechina foreli (Emery, 1914)
- Paratrechina formosae (Forel, 1912)
- Paratrechina fulva (Mayr, 1862)
- Paratrechina glabra (Forel, 1891)
- Paratrechina goeldii (Forel, 1912)
- Paratrechina gracilis (Forel, 1892)
- Paratrechina grisoni (Forel, 1916)
- Paratrechina guatemalensis (Forel, 1885)
- Paratrechina hubrechti (Emery, 1922)
- Paratrechina humbloti (Forel, 1891)
- Paratrechina hystrix Trager, 1984
- Paratrechina incallida (Santschi, 1915)
- Paratrechina indica (Forel, 1894)
- Paratrechina iridescens (Donisthorpe, 1942)
- Paratrechina jaegerskioeldi (Mayr, 1904)
- Paratrechina johannae (Forel, 1912)
- Paratrechina kohli (Forel, 1916)
- Paratrechina koningsbergeri Karavaiev, 1933
- Paratrechina kraepelini (Forel, 1905)
- Paratrechina lecamopteridis Donisthorpe, 1941
- Paratrechina lepida (Santschi, 1915)
- Paratrechina lietzi (Forel, 1908)
- Paratrechina longicornis (Latreille, 1802)
- Paratrechina madagascarensis (Forel, 1886)
- Paratrechina manni Donisthorpe, 1941
- Paratrechina mendica Menozzi, 1942
- Paratrechina mexicana (Forel, 1899)
- Paratrechina microps (Smith, 1937)
- Paratrechina minutula (Forel, 1901)
- Paratrechina mixta (Forel, 1897)
- Paratrechina myops (Mann, 1920)
- Paratrechina nana Santschi, 1928
- Paratrechina nettae (Forel, 1911)
- Paratrechina nodifera (Mayr, 1870)
- Paratrechina nuggeti Donisthorpe, 1941
- Paratrechina obscura (Mayr, 1862)
- Paratrechina oceanica (Mann, 1921)
- Paratrechina opaca (Emery, 1887)
- Paratrechina pallida Donisthorpe, 1947
- Paratrechina parvula (Mayr, 1870)
- Paratrechina pearsei (Wheeler, 1938)
- Paratrechina perminuta (Buckley, 1866)
- Paratrechina phantasma Trager, 1984
- Paratrechina picta Wheeler, 1927
- Paratrechina pieli Santschi, 1928
- Paratrechina pubens (Forel, 1893)
- Paratrechina pusillima Emery, 1922
- Paratrechina rosae (Forel, 1902)
- Paratrechina sakurae (Ito, 1914)
- Paratrechina sauteri (Forel, 1913)
- Paratrechina sharpii (Forel, 1899)
- Paratrechina sikorae (Forel, 1892)
- Paratrechina silvestrii (Emery, 1906)
- Paratrechina simpliciuscula (Emery, 1896)
- Paratrechina sindbadi Pisarski, 1960
- Paratrechina smythiesii (Forel, 1894)
- Paratrechina staudingeri (Forel, 1912)
- Paratrechina steinheili (Forel, 1893)
- Paratrechina subtilis (Santschi, 1920)
- Paratrechina tapinomoides (Forel, 1905)
- Paratrechina tasmaniensis (Forel, 1913)
- Paratrechina taylori (Forel, 1894)
- Paratrechina teranishii Santschi, 1937
- Paratrechina terricola (Buckley, 1866)
- Paratrechina tjibodana Karavaiev, 1929
- Paratrechina tococae Wheeler & Bequaert, 1929
- Paratrechina traegaordhi (Forel, 1904)
- Paratrechina vaga (Forel, 1901)
- Paratrechina vagabunda Motschoulsky, 1863
- Paratrechina vitiensis (Mann, 1921)
- Paratrechina vividula (Nylander, 1846)
- Paratrechina waelbroecki (Emery, 1899)
- Paratrechina weissi (Santschi, 1911)
- Paratrechina wojciki Trager, 1984
- Paratrechina yerburyi (Forel, 1894)
- Paratrechina zelotypa (Santschi, 1915)